# Fossillagerstätte Radoboj
Die Fossillagerstätte Radoboj in Kroatien gehört zu den umfang- und artenreichsten Insekten-Fossillagerstätten Europas und weist das größte, bislang bekannte, miozäne Ameisenvorkommen Europas auf. Sie wurde im Zuge des Schwefel- und späteren Steinkohleabbaus zwischen 1811 und 1943 entdeckt.

## Geographische Lage
Radoboj ist eine Gemeinde in der Gespanschaft Krapina-Zagorje im Norden Kroatiens, nahe der Grenze zu Slowenien.

## Geologie

### Geologischer Rahmen
Radoboj liegt an der Südflanke des Gebirges Strahinjščica, das Teil einer Reihe west-ost verlaufender nordkroatischer Erhebungen ist. Diese werden auch als Intra-Pannonian Inselgebirge bezeichnet, welches Bestandteil des südwestlichen Abschnitts der Zagorje-Mid-Transdanubian Zone (ZMTDZ) ist und die südlichste Ausbreitung der geotektonischen Südalpen beschreibt. Das Strahinjščica besteht hauptsächlich aus dolomitisiertem Kalkstein und wurde vor ca. 235 Ma gebildet. Nach Süden, in Richtung Radoboj, folgen kohleführende, oligozäne, schiefrige und sandige Tone. In diesem Gebiet wurden außerdem Ablagerungen von Sandstein gefunden.
Danach folgt eine ca. 17 m mächtige, miozäne Schicht aus Mergel. Sie wird durch zwei Schwefelschichten diagonal durchschlagen, welche durch einen graugrünen, feinkörnigen und sandigen Schiefer getrennt werden. Ausschließlich in dieser mittleren Mergelschicht wurden die fossilen Ablagerungen Radobojs gefunden.

### Entstehungsgeschichte
Die miozäne Mergelschicht ist marinen Ursprungs. Sie wurde vermutlich in einem flachen epikontinentalen Meer abgelagert, zum Beispiel in einer Lagune.

### Datierung
Das Alter der Gesteinsschichten in Radoboj wurde nicht direkt bestimmt. Es ergibt sich aus Untersuchungen benachbarter Fossillagerstätten in Lopatica, Gornja Šemnica und Frug. In ersteren wurde das Alter mithilfe mikropaläontologischer Untersuchungen bestimmt, in Frug anhand von Nannoplanktonanalysen.
Aufgrund dieser Forschungen lässt sich die fossilführende Mergelschicht von Radoboj dem späten mittleren Miozän zuordnen, genauer dem späten Serravallium.

## Taphonomie

### Erhaltung der Fossilien
Die Insektenfossilien liegen in Form von Abdrücken vor, welche relativ schlecht erhalten sind. Bei vielen Exemplaren ist die Flügeladerung entweder nicht erhalten oder nur teilweise sichtbar. Das Chitin ist stark verändert, sodass in den meisten Fällen weder die Nahtlinien des Mesosomas noch Details der Kopfmorphologie sichtbar sind. Auch sind Tarsen, Geißelglieder der Antennen und Zähnchen an den Mandibeln nur selten erhalten. Feine morphologische Strukturen wie Sporne oder Borsten sind bei keinem der Exemplare erhalten.
Auch Fische, Algen, ausgebreitete Blätter, Samen und Früchte sind als Abdrücke erhalten. Besonders die Landpflanzen sind in einer guten Qualität erhalten. Stellenweise sind Haarkronen bei Früchten und Samen sichtbar.
Außerdem wurden Vogelknochen entdeckt, die in die umgebende Matrix eingebettet waren.

## Funde

### Flora
Die fossile Flora Radobojs zählt mit 280 verschiedenen bestimmten Arten zu einer der vielfältigsten und reichhaltigsten tertiären Floren Europas. Gefunden wurden größtenteils Landpflanzen und einige Grünalgen. Bei den Landpflanzen ließen sich unter den Gefäßpflanzen sowohl Farn- als auch Samenpflanzen nachweisen. Bei den Samenpflanzen konnten wiederum Abdrücke von Koniferen, Laubbäumen, Sabal, Chamaerops und Ginkgos bestimmt werden.
Außerdem wurde in Radoboj das älteste bekannte Weinrebenblatt Europas entdeckt.

### Fauna

#### Wirbellose
Insgesamt wurden in Radoboj über 197 Insektenarten gefunden. Hierbei stellen die Hemiptera, Diptera und Hymenoptera das arten- und individuenreichste Fossilmaterial dar.
Bekannt ist Radoboj für die 33 bislang nachgewiesenen Ameisenarten aus dem Miozän, die in 15 verschiedenen Gattungen und 5 Unterfamilien eingegrenzt werden können. Hinsichtlich der Unterfamilien zeigt die Fossillagerstätte in Radoboj Gemeinsamkeiten mit Fundstellen in Bembridge, UK (Spätes Eozän) und Stawropol, Russland (Mittleres Miozän).

##### Unterfamilie:Amblyoponinae

###### Gattung: Casaleia
- Casaleia longiventris

##### Unterfamilie:Dolichoderinae

###### Gattung: Dolichoderus
- Dolichoderus heeri

###### Gattung: Emplastus
- Emplastus antiquus
- Emplastus dubius
- Emplastus haueri
- Emplastus miocenicus
- Emplastus ocellus

###### Gattung: Liometopum
- Liometopum imhoffii

##### Unterfamilie:Formicinae

###### Gattung: Attopsis
- Attopsis longipennis

###### Gattung: Camponotus
- Camponotus induratus

###### Gattung: Formica
- Formica obscura
- Formica parexsecta
- Formica ungeri

###### Gattung: Gesomyrex
- Gesomyrmex bremii

###### Gattung: Heeridris
- Heeridris croaticus

###### Gattung: Lasius
- Lasius anthracinus
- Lasius globularis
- Lasius longaevus
- Lasius longipennis
- Lasius occultatus
- Lasius ophthalmicus

###### Gattung: Oecophylla
- Oecophylla obesa

##### Unterfamilie:Myrmicinae

###### Gattung: Lonchomyrmex
- Lonchomyrmex freyeri

###### Gattung: Myrmecites
- Myrmecites pusillus
- Myrmecites latus

###### Gattung: Paraphaenogaster
- Paraphaenogaster jurinei
- Paraphaenogaster tertiaria

##### Unterfamilie:Ponerinae

###### Gattung: Ponerites
- Ponerites atavinus
- Ponerites elongatus
- Ponerites gracilior
- Ponerites nitidus
- Ponerites oblongiceps
- Ponerites tenuis

#### Fische und Amphibien
In den miozänen marinen Ablagerungen von Radoboj wurden Fischfossilien in Form von Abdrücken entdeckt, darunter vorwiegend Vertreter der Art Sardinella sardinites aus der Familie der Heringe.

#### Reptilien und Vögel
Um 1844/1845 wurde in den miozänen Ablagerungen Radobojs das erste wissenschaftlich benannte Fossil eines Vogels aus der Familie Meropidae entdeckt. Dabei handelt es sich um Merops radoboyensis, eine Art aus der Familie Meropidae. Gefunden wurden distale Teile des Humerus und Tibiotarsus, proximale Teile der Fibula und des Tarsometatarsus und einige Phalangen der Digiti pedis.

## Forschungsgeschichte

### Wissenschaftliche Ausgrabungen
Die Fossillagerstätte in Radoboj wurde 1811 beim Schwefelabbau erschlossen. In der Folgezeit sammelten und untersuchten zahlreiche Paläontologen, Geologen und Botaniker, darunter Adolph von Morlot, Oswald Heer und Franz Unger, eigenständig die Fossilien.
Mit dem Ende des Schwefelabbaus 1917 und der Überflutung, endete auch die Fossilsuche in den miozänen Mergelschichten. Heutzutage befinden sich Fossilien aus Radoboj in zahlreichen europäischen Museen. Die größte Sammlung besitzt das Universalmuseum Joanneum in Graz, aber auch in Wien, Zagreb, London, Lüttich, Ljubljana und Trieste sind Fossilien gelagert.

### Publikationen
Mehr über die Geologie in Radoboj:
- A. v. Morlot: Ueber die geologischen Verhältnisse von Radoboj in Kroatien. aus der Sitzung der k. k geologischen Reichsanstalt am 8. März 1850
- D. Slovenec, B. Šegvić: Middle Triassic high-K calc-alkaline effusive and pyroclastic rocks from the ZagorjeMid-Transdanubian Zone (Mt. Kuna Gora; NW Croatia): mineralogy, petrology, geochemistry and tectono-magmatic affinity. In: Geologica Acta, 19.2, 1-23, 2021. DOI:10.1344/GeologicaActa2021.19.2

Mehr über die Fossilien aus Radoboj:
- Gennady M. Dlussky, Tatyana S. Putyatina: Early Miocene ants (Hymenoptera, Formicidae) from Radoboj. Abh. 272/3. N.. Jb. Geol. Paläont. 237-285, Stuttgart Juni 2014.
- F. Unger: FOSSILE FLORA VON RADOBOJ IN IHRER GESAMMTHEIT UND NACH IHREM VERHÄLTNISSE ZUR ENTWICKELUNG DER VEGETATION DER TERTIÄRZEIT. aus der Sitzung am 21. März 1868.